# Кам'яниця Гросваєрівська
Кам'яниця Гросваєрівська — будинок № 37 площі Ринок у Львові.

## Історія
Кам'яниця належала львівському лікарю, доктору медицини, міському райці з 1640 року й бурмистрові Львова середини XVII століття Мартину Ґросваєру. Він керував обороною міста під час першої облоги Львова козаками й татарами Богдана Хмельницького в жовтні 1648 року.[джерело?]
у XVIII столітті кам'яниця перейшла у власність родини заможних купців вірменського походження — Тер-Захарясевичів, званих також Анґелками, які за попередніх власників торгували на першому поверсі сукном та винами. Тер-Захарясевичі були фундаторами братства Святої Трійці при вірменській катедрі Успіння Пресвятої Богородиці у Львові. Імовірно, наприкінці XVIII — середині XIX століття капітально реконструювали кам'яницю, про що свідчить оновлений вистрій фасаду та надбудований четвертий поверх. У 1890 році за проєктом архітектора-будівничого Яна Шульца прибудована триповерхова тильна офіцина, 1923 року — добудовано четвертий поверх над офіциною. 1985 року проведені ремонтно-реставраційні роботи на рівні партеру та підвальних приміщень, реконструйовано інтер'єр під фірмовий магазин «Весна». Від 2005 року на першому поверсі функціонує мистецька галерея «Арт-11».

## Архітектура
Кам'яниця включена у лінію периметральної забудови львівського Ринку, розташована з північного боку площі. Видовжена у плані, складається з головного будинку, бічної та тильної офіцин, має внутрішнє подвір'я. Через перебудови та стильові нашарування, проведених упродовж XVIII—XIX століть, будівля втратила свій первісний вигляд.
Головний будинок — чотириповерховий, з чотириосьовим чільним фасадом, горизонтальне членування якого підкреслюють міжповерхові профільовані тяги. Плоскі іонічні пілястри, розташовані на рівні другого-четвертого поверхів, акцентують вертикальну ритміку. На рівні партеру розташовані аркові ніші вікон-вітрин та вхідної брами, оздоблені рустованими обрамуваннями. Вікна третього поверху оформлені трикутними сандриками. У завершенні фасаду — розвинений антаблемент із профільованим карнизом. У фризі вмонтовані рельєфні розети та вставки з гірляндами. Карниз оздоблений дентикулами та модульйонами.
У своїй об'ємно-просторовій структурі будинок зберігає деякі риси, типові для первісної забудови Ринку. На першому поверсі залишилося мурування XVIII століття. Однак, загалом зовнішнє оформлення та планування презентують архітектуру періоду історизму.